# Ivan Sergeevič Gagarin
Il principe Ivan Sergeevič Gagarin, in russo Иван Сергеевич Гагарин? (Mosca, 1º agosto 1814 – Parigi, 19 luglio 1882), è stato un presbitero, teologo, scrittore e nobile russo.
Noto col nome di Giovanni Saverio (in francese: Jean-Xavier) dopo la sua conversione dall'ortodossia al cattolicesimo romano, apparteneva alla nobile famiglia russa dei principi Gagarin. Fu il fondatore del periodico cattolico francese Études.

## Biografia
Figlio del consigliere di stato principe Sergej Ivanovič Gagarin e di sua moglie, Varvara Pushkina, sin dalla giovane età venne avviato alla carriera amministrativa nello stato russo. Dapprima venne nominato attaché a suo zio, il principe Grigorij Ivanovič Gagarin, a Monaco di Baviera, dove ebbe modo tra gli altri di incontrare e relazionarsi con Friedrich Schelling e Fëdor Ivanovič Tjutčev. Dopo un breve periodo a San Pietroburgo ove ebbe modo di frequentare Pëtr Jakovlevič Čaadaev e di condividere la camera con Pëtr Vladimirovič Dolgorukov (col quale si vociferava avesse avuto anche una relazione), con la morte dello zio nel 1837 divenne segretario dell'ambasciata russa a Vienna. Venne successivamente trasferito all'ambasciata russa a Parigi.
Nella capitale francese ebbe modo di frequentare il salotto della nobildonna Sof'ja Petrovna Sojmonova ed incontrò padre de Ravignan, successore di Lacordaire come predicatore al pulpito della cattedrale di Notre Dame. Su stimolo di questi ultimi, probabilmente, maturò la sua conversione nel 1842 al cattolicesimo. Il 19 aprile di quell'anno Gagarin fece la sua professione di fede e venne battezzato da padre de Ravignan. Secondo la legge russa dell'epoca, questo poneva fine alla sua carriera diplomatica e gli venivano revocati tutti i diritti e le eredità di cui avrebbe goduto in patria. Nel contempo si associò ad altri cattolici russi esiliati dalla patria come Ivan Martynov e Eugene Balabin.
A metà del 1843, entrò nei gesuiti e passò il proprpio periodo di noviziato a Saint-Acheul. Venne successivamente inviato a Brugelette (in Belgio) dove i gesuiti francesi in esilio avevano una scuola. Qui insegnò storia della chiesa e filosofia, dapprima al collegio di Vaugirard e poi alla scuola di Ste-Geneviève, ed a Laval. Trascorse del tempo anche a Versailles e, nel 1855, tornò a Parigi per dedicarsi prevalentemente alla scrittura teologica.
Quando i gesuiti vennero espulsi dalla Francia, Gagarin si portò in Svizzera ma ben presto tornò a Parigi ove morì nel 1882.

## Opere
La produzione scritta di Ivan Gagarin fu incentrata prevalentemente su scritti teologici; gran parte di essa fa riferimento ad articoli apparsi su riviste e periodici da lui scritti e poi raccolti in volumi.
Egli, in polemica con la propria madrepatria e le sue leggi, si concentrò anche sulla vittoria del cristianesimo sull'ortodossia, basandosi sulla propria esperienza personale di conversione. Assieme a padre Daniel, Gagarin fondò nel 1856 il giornale "Etudes de théologie, de philosophie et d'histoire" (divenuto "Etudes religieuses, historiques et littéraires" nel 1862); e fondò l' "Œuvre de Prop. des Sts. Cyrille et Méthode" (1858) per promuovere l'unione tra le chiese cattoliche; scrisse per giornali come "Contemporain", "Univers", "Ami de la Religion", "Précis historiques", "Correspondant", "Revue des questions historiques", etc.
Tra i suoi principali e più significativi articoli giornalistici ricordiamo:
- "La question religieuse dans l'Orient" (1854);
- "La Russie sera-t-elle catholique?" (Paris, 1856), tradotto in altre lingue
- "De l'Enseignement de la théologie dans l'Eglise russe" (1856);
- "Un document inédit sur l'expulsion des Jésuites de Moscou" (1857);
- "Les Starovères, l'Eglise russe et le Pape" (1857);
- "De la Réunion de l'Eglise orientale avec l'Eglise romaine" (1860);
- "Réponse d'un Russe à un Russe" (1860);
- "Tendences catholiques dans la société russe" (1860);
- "L'avenir de l'Eglise grecque unie" (1862);
- "La primauté de Saint-Pierre et les livres liturgiques de l'Eglise russe" (1863).

A Costantinopoli, dove visse per qualche tempo, Gagarin fondò la Società di San Dionigi l'Aeropagita con l'intento di riunire la chiesa greca a quelle latine. A tal proposito scrisse i seguenti articoli:
- "L'Eglise roumaine", etc. (1865);
- "Constitution et situation présente de toutes les Eglises de l'Orient" (Paris, 1865);
- "Les Eglises orientales unies" (1867),

studies on the Oriental Churches.